# Jasmine Guy
Jasmine Guy (Massachusetts, 10 de março de 1962) é uma atriz, cantora, dançarina e diretora de televisão estadunidense.

## Filmografia
| Ano  | Título                         | Papel              |
| ---- | ------------------------------ | ------------------ |
| 1988 | School Daze                    | Dina               |
| 1989 | Runaway                        | Charlene "Charlie" |
| 1989 | Harlem Nights                  | Dominique La Rue   |
| 1995 | Klash                          | Blossom            |
| 1997 | Cats Don't Dance               | Sawyer             |
| 1998 | Madeline                       |                    |
| 1999 | Guinevere                      | Linda              |
| 1999 | Lillie                         | Sylvia             |
| 2000 | The Law of Enclosures          |                    |
| 2000 | Diamond Men                    | Tina               |
| 2001 | Dying on the Edge              | Micki              |
| 2006 | The Heart Specialist           |                    |
| 2008 | Tru Loved                      | Cynthia            |
| 2009 | Dead Like Me: Life After Death | Roxy Harvey        |
| 2010 | Stomp the Yard 2: Homecoming   | Janice             |
| 2011 | Blossoms for Clara             | Clara Dukes        |
| 2011 | October Baby                   | Nurse Mary         |
| 2012 | What About Us?                 | Arlene Gomes       |
| 2013 | Scary Movie 5                  | Mãe de Kendra      |

| Ano       | Título                                          | Papel                        |
| --------- | ----------------------------------------------- | ---------------------------- |
| 1982      | Fame                                            | Dançarina                    |
| 1986      | The Equalizer                                   | Gloria                       |
| 1987      | At Mother's Request                             | Bank Teller                  |
| 1987–1993 | A Different World                               | Whitley Marion Gilbert Wayne |
| 1990      | A Killer Among Us                               | Theresa Hopkins              |
| 1991      | The Fresh Prince of Bel-Air                     | Kayla Samuels                |
| 1992      | Stompin' at the Savoy                           | Alice                        |
| 1993      | Boy Meets Girl                                  | Lena                         |
| 1993      | Alex Haley's Queen                              | Easter                       |
| 1995      | Going, Going, Almost Gone! Animals in Danger    | Voz                          |
| 1996      | America's Dream                                 | Elna Du Vaul                 |
| 1997      | Perfect Crime                                   | Capt. Darnell Russell        |
| 1995      | Melrose Place                                   | Caitlin Mills                |
| 1995      | NYPD Blue                                       | LaVonna Runnels              |
| 1995      | Touched by an Angel                             | Kathleen                     |
| 1996      | Living Single                                   | Dr. Jessica Bryce            |
| 1996      | The Outer Limits                                | Captain Teri Washington      |
| 1996      | Lois & Clark: The New Adventures of Superman    | Angela Winters               |
| 1997      | Malcolm & Eddie                                 | Paige                        |
| 1999      | Partners                                        | Amanda                       |
| 1999      | Any Day Now                                     |                              |
| 1999      | Ladies Man                                      | Allegra                      |
| 2000      | Happily Ever After: Fairy Tales for Every Child | Princesa Lylah               |
| 2000      | Linc's                                          | Courtney Goode               |
| 2001      | Feast of All Saints                             | Juliet Mercier               |
| 2002      | Cyberchase                                      | Ava, Queen of Symmetria      |
| 2002      | The Parkers                                     | Delilah                      |
| 2003–2004 | Dead Like Me                                    | Roxy Harvey                  |
| 2006      | That's So Raven                                 | Pistache                     |
| 2009      | My Parents, My Sister & Me                      | Keela Goldman                |
| 2009−2017 | The Vampire Diaries                             | Sheila Bennett               |
| 2010      | Drop Dead Diva                                  | Judge Nona Daniels           |
| 2012      | Kasha and the Zulu King                         | Ngazi                        |
| 2016      | K.C. Undercover                                 | Erica King                   |

## Discografia

### Álbuns
- Jasmine Guy (1990)

### Singles
- "Try Me" (1990)
- "Another Like My Lover" (1991)
- "Just Want to Hold You" (1991)
- "Don't Want Money" (1991)